# دوري صربيا والجبل الأسود الممتاز 2003–04
دوري صربيا والجبل الأسود الممتاز 2003–04 هو الموسم 12 من  دوري صربيا والجبل الأسود الممتاز ‏. أقيم خلال الفترة 9 أغسطس 2003 وحتى 15 مايو 2004، وأشرف على تنظيمه اتحاد صربيا لكرة القدم، وكان عدد الأندية المشاركة فيه  16، وفاز فيه النجم الأحمر بلغراد.